# David Výborný
David Výborný, född 22 januari 1975 i Jihlava, Tjeckoslovakien, är en tjeckisk professionell ishockeyspelare som spelar för BK Mlada Boleslav i Extraliga. Han valdes av Edmonton Oilers i andra rundan i 1993 års NHL-draft som 33:e spelare totalt.
Výborný har spelat sju säsonger i NHL för Columbus Blue Jackets. Han har även spelat en säsong för Modo Hockey i Elitserien.
Výborný har vunnit VM fem gånger med Tjeckien – 1996, 1999, 2000, 2001 och 2005 – och tagit ett silver och två brons. Han har även vunnit brons i OS i Turin 2006.

## Klubbar
- HC Sparta Praha 1990–1994, 1995–1997, 1998–2000, 2004–05, 2008–2011
- Cape Breton Oilers 1994–95
- Modo Hockey 1997–98
- Columbus Blue Jackets 2000–2004, 2005–2008
- BK Mlada Boleslav 2011–